# Gábor Fejes Tóth
Gábor Fejes Tóth (1947) é um matemático húngaro.

## Obras
- Packing and covering, in: E. J. Goodman, J. O´Rourke CRC Handbook on Discrete and Computational Geometry, CRC Press, 2. Auflage 2004
- com W. Kuperberg Packing and covering with convex sets, in Peter Gruber, Jörg Wills Handbook of convex geometry, North Holland 1993